# Kristóf Rasovszky
Kristóf Rasovszky (né le 27 mars 1997 à Veszprém) est un nageur hongrois spécialiste de la nage en eau libre.

## Biographie
Le 8 août 2018, Kristóf Rasovszky remporte la médaille d'or du 5 km en eau libre lors des Championnats d'Europe de natation à Loch Lomond en 52 min 38 s 9. Le lendemain, il remporte la médaille d'argent sur le 10 km en eau libre en 1 h 49 min 28 s 2 derrière le Néerlandais Ferry Weertman. Le 12 août, il conclut ces championnats en remportant le 25 km en eau libre en 4 h 57 min 53 s 5.
Le 13 juillet 2019, il remporte la médaille d'or du 5 km en eau libre lors des Championnats du monde de natation à Gwangju en 53 min 22 s 10.
En juillet 2023, Rasovszky remporte la médaille d'argent du 10 km en eau libre lors des Mondiaux de Fukuoka. Il est devancé de plus de 18 secondes par l'Allemand Florian Wellbrock.

## Palmarès

### Jeux olympiques
- Jeux olympiques d'été de 2020 à Tokyo ( Japon) :
  -  Médaille d'argent du 10 km eau libre
- Jeux olympiques d'été de 2024 à Paris ( France) :
  -  Médaille d'or du 10 km eau libre

### Championnats du monde
- Championnats du monde 2019 à Gwangju ( Corée du Sud) :
  -  Médaille d'or du 5 km en eau libre

- Championnats du monde 2022 à Budapest ( Hongrie) :
  -  Médaille d'argent du relais mixte 4 x 1 500 m en eau libre

- Championnats du monde 2023 à Fukuoka ( Japon) :
  -  Médaille d'argent du 10 km en eau libre
  -  Médaille d'argent du relais mixte 4 x 1 500 m en eau libre

- Championnats du monde 2024 à Doha ( Qatar) :
  -  Médaille d'or du 10 km en eau libre
  -  Médaille de bronze du relais mixte 6 km en eau libre

- Championnats du monde 2025 à Singapour ( Singapour) :
  -  Médaille de bronze du relais mixte 6 km en eau libre

### Championnats d'Europe
- Championnats d'Europe 2018 à Glasgow ( Royaume-Uni) :
  -  Médaille d'or sur 5 km eau libre
  -  Médaille d'or du 25 km eau libre
  -  Médaille d'argent sur 10 km eau libre
- Championnats d'Europe 2020 à Budapest ( Hongrie) :
  -  Médaille de bronze du 5 km relais mixte en eau libre
- Championnats d'Europe 2022 à Rome ( Italie) :
  -  Médaille d’argent du  relais mixte en eau libre
- Championnats d'Europe 2024 à Belgrade ( Serbie) :
  -  Médaille d'or du relais mixte 5 km avec Mira Szimcsák, Bettina Fábián, Dávid Betlehem.
- Championnats d'Europe 2025 à Stari Grad ( Croatie) :
  -  Médaille d'or du 3 km élimination.
  -  Médaille d'or du 10 km en eau libre.
  -  Médaille d'or du relais mixte 5 km avec Viktória Mihályvári-Farkas, Bettina Fábián, Dávid Betlehem.
  -  Médaille de bronze du 5 km en eau libre.